# ريتشارد موريس (لاعب كريكت بريطاني)
ريتشارد موريس (26 سبتمبر 1987 في المملكة المتحدة - ) (بالإنجليزية: Richard Morris)‏ هو لاعب كريكت بريطاني. لعب مع Loughborough MCC University ‏.

## وصلات خارجية
- ريتشارد موريس على موقع إي آس بي آن كريك إنفو (الإنجليزية)